# Ander Vitoria Aguirre
Ander Vitoria Aguirre   (Igorre, 22 de gener de 1990) és un exfutbolista professional basc que jugava com a davanter.

## Carrera de club
Nascut a Igorre, Biscaia, País Basc, Vitòria es va incorporar al Lezama, del planter de l'Athletic de Bilbao l'any 2000, amb deu anys. Va debutar com a sènior amb l'equip filial l'any 2007, a Tercera Divisió, i posteriorment va complir dues estades cedit als equips de Segona Divisió B SD Lemona i SD Amorebieta.
El Vitòria va deixar els Lleons el 2012 i va fitxar pel Club Portugalete a la quarta categoria. Després de marcar 24 gols, la millor marca de la seva carrera a la temporada 2012-12 a tercera divisió, va fitxar per la UE Sant Andreu a la tercera divisió.
El Vitòria va continuar apareixent a la tercera divisió els anys següents, representant la SD Leioa, Burgos CF, Barakaldo CF i la UD Logroñés. Va ajudar a aquest últim en el seu primer ascens a Segona Divisió el 2020, marcant deu gols en 28 partits (play-off inclòs).
El Vitòria va debutar professionalment el 12 de setembre de 2020 a l'edat de 30 anys, començant com a titular en una derrota a domicili per 0-1 contra l'Sporting de Gijón.

## Palmarès
Espanya Sub-17
- Campionat d'Europa sub-17 de la UEFA:2007[7]